# Palec rtuťového sloupce

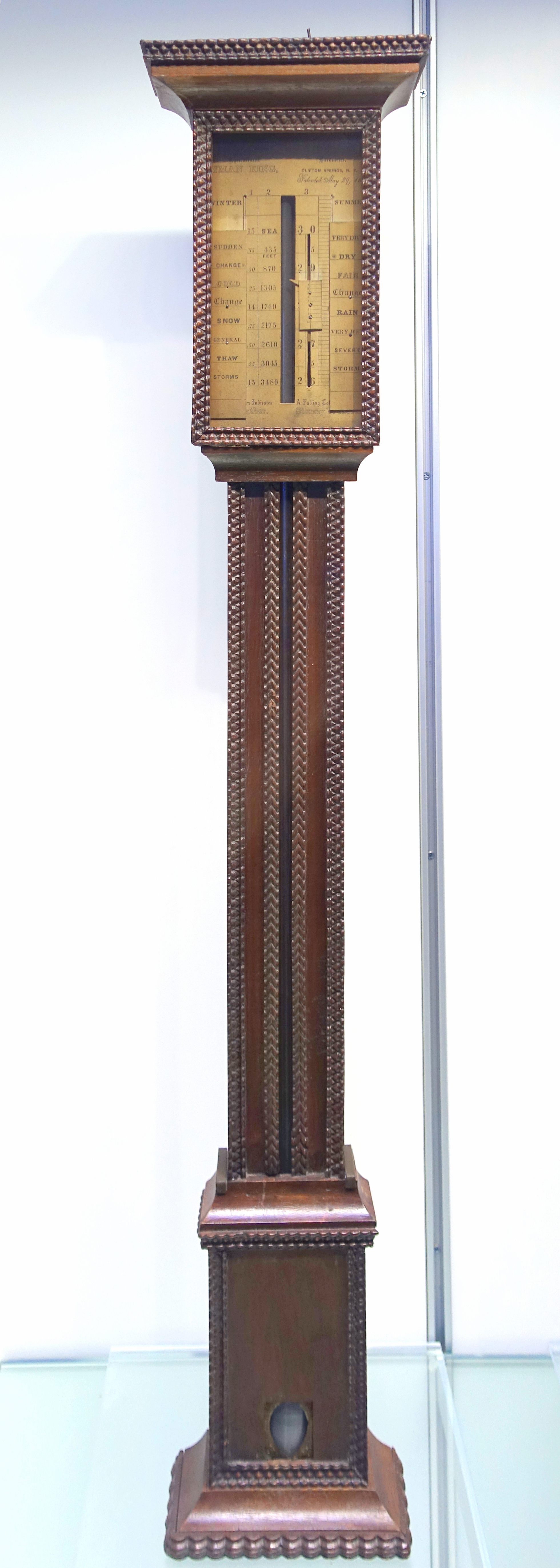
Starožitný americký barometr kalibrovaný v palcích rtuti

Zastaralá jednotka pro měření tlaku palec rtuti (označení inHg nebo ″Hg), nepatřící do soustavy SI, je používána zejména ve Spojených státech a v Kanadě pro barometrický tlak ve zprávách o počasí a v letectví, a při zprávách o aktuálním a očekávaném počasí někdy i v evropských zemích. Je to tlak vyvíjený sloupcem rtuti o výšce 1 palce (25,4 mm) při standardním gravitačním zrychlení.
Přepočet jednotky inHg na běžně používané hPa je následující:
1 inHg = 33,86 hPa (při 0 °C)
Palce rtuti se v USA používají také k měření tlaku v potrubí u letadel s motorem vybaveným kompresorem nebo turbodmychadlem, a k měření vstupního tlaku turbodmychadla, podtlaku nebo tlaku v sacím potrubí u automobilových motorů.